# Stay (The Indien)
Stay is een lied van de Nederlandse indiepopband The Indien. Het werd in 2023 als single uitgebracht.

## Achtergrond
Stay is geschreven door Rianne Walther, Casper Talsma, Kas Lambers en Remy de Boer en geproduceerd door The Indien. Het is een lied uit het genre indiepop. Stay gaat over relatieproblemen. De push en pull in een relatie, dat je niet durft te binden, maar dat wel wil staat centraal in het nummer. 

## Hitnoteringen
Het nummer wist de Nederlandse hitlijsten niet te behalen. Op NPO 3FM werd het nummer tot 3FM Megahit uitgeroepen.